# Le Plessis-Dorin
Pour les articles homonymes, voir Le Plessis et Dorin.
Le Plessis-Dorin est une commune française située dans le département de Loir-et-Cher, en région Centre-Val de Loire. La commune est limitrophe des départements de la Sarthe et d'Eure-et-Loir.
Localisée au nord du département, la commune fait partie de la grande région du Perche, région naturelle accidentée composée de  vallons, de plateaux, de collines, de crêtes et de vallées.
L'occupation des sols est marquée par l'importance des espaces agricoles et naturels qui occupent la quasi-totalité du territoire communal. Un espace naturel d'intérêt est présent sur la commune : une zone naturelle d'intérêt écologique, faunistique et floristique (ZNIEFF). En 2010, l'orientation technico-économique de l'agriculture sur la commune est la culture des céréales et des oléoprotéagineux. À l'instar du département qui a vu disparaître le quart de ses exploitations en dix ans, le nombre d'exploitations agricoles a fortement diminué, passant de 36 en 1988, à 13 en 2000, puis à 11 en 2010.
Avec 167 habitants en 2017, la commune fait partie des 29 communes les plus faiblement peuplées de Loir-et-Cher.

## Géographie

### Localisation et communes limitrophes
La commune du Plessis-Dorin se trouve au nord du département de Loir-et-Cher, dans la région du Perche,. À vol d'oiseau, elle se situe à 65,4 km  de Blois, préfecture du département, à 36 km de Vendôme, sous-préfecture, et à 23,8 km de Savigny-sur-Braye, chef-lieu du canton du Perche dont dépend la commune depuis 2015. La commune fait en outre partie du bassin de vie de Vibraye.
Les communes les plus proches sont : 
Saint-Avit (3,7 km), Chapelle-Guillaume (4 km)(28), Melleray (5 km)(72), Oigny (5,3 km), Montmirail (5,8 km)(72), Souday (5,8 km), Arville (6,8 km), Saint-Agil (7,5 km) et Gréez-sur-Roc (7,6 km) (72).
Le Plessis-Dorin se trouve dans la région naturelle du Perche, à cheval sur la « frontière » entre quatre départements (Loir-et-Cher, Eure-et-Loir, Sarthe et Orne) et trois régions (Centre, Pays de la Loire et Basse-Normandie). La commune n'est toutefois pas réellement limitrophe du département de l'Orne et de la région Basse-Normandie. Sur toute sa façade nord, la commune est bordée par ce qui subsiste de la forêt de Montmirail.
La municipalité est située à environ 140 km au sud de Paris, 85 km à l'ouest d'Orléans et 65 km au nord-ouest de Blois. Par sa superficie, la commune arrive au 903e rang, sur les 1 842 communes de la région Centre. L'altitude moyenne de la commune est de 190 m.

### Lieux-dits et écarts
Les Barrières, Beaulieu, Bel-Air, la Borde (à cheval sur la commune de Saint-Avit), la Borde Bruyère, le Bourg, la Bretêche, le Buisson, les Caillots, le Carré, Chiloup (à cheval sur la commune de Saint-Avit), les Chopinières, les Cinq Dames, la Coquetterie, la Daniellerie, la Forterie, les Fraiches, le Frémont, Germené, la Gouttière, la Grande Fauvellière, la Herserie, le Haut Bois, la Maison Neuve, le Marchais, les Masnières, Olivet, la Perrière, la Pépinière, le Petit Beauchêne, le Petit Boisvinet, les Pinotières, le Terrier, la Tranquillité, Tressé, la Tuilerie, la Vallée Basin, la Vallée d'Enfer, les Vaucary et la Verrerie.

### Hydrographie
La commune est drainée par le Couétron (0,295 km), la Pinterie et par divers petits cours d'eau, constituant un réseau hydrographique de 10,24 km de longueur totale.
Le Couétron traverse la commune du nord-est vers le sud-ouest. D'une longueur totale de 16,9 km, il prend sa source dans la commune de La Fontenelle (41) et se jette  dans la Braye à Valennes (72), après avoir traversé 4 communes.
Sur le plan piscicole, ce cours d'eau est classé en première catégorie, où le peuplement piscicole dominant est constitué de salmonidés (truite, omble chevalier, ombre commun, huchon).

### Transports
Le Plessis-Dorin est traversée par la ligne Atlantique du train à grande vitesse, ligne qui est franchie par les habitants au moyen de trois ponts et de deux tunnels (dont un pour un ruisseau).
56 foyers sont équipés d'une automobile, 33 de deux ou plus.
Le village est accessible à partir de la route départementale 927, aux Cinq Dames.

### Climat
Pour des articles plus généraux, voir Climat du Centre-Val de Loire et Climat de Loir-et-Cher.
En 2010, le climat de la commune est de type climat océanique dégradé des plaines du Centre et du Nord, selon une étude du CNRS s'appuyant sur une série de données couvrant la période 1971-2000. En 2020, Météo-France publie une typologie des climats de la France métropolitaine dans laquelle la commune est exposée à un climat océanique altéré et est dans la région climatique Moyenne vallée de la Loire, caractérisée par une bonne insolation (1 850 h/an) et un été peu pluvieux.
Pour la période 1971-2000, la température annuelle moyenne est de 11 °C, avec une amplitude thermique annuelle de 14,7 °C. Le cumul annuel moyen de précipitations est de 772 mm, avec 12 jours de précipitations en janvier et 7,6 jours en juillet. Pour la période 1991-2020, la température moyenne annuelle observée sur la station météorologique de Météo-France la plus proche, sur la commune de Chapelle-Guillaume à 4 km à vol d'oiseau, est de 11,1 °C et le cumul annuel moyen de précipitations est de 758,2 mm,. Pour l'avenir, les paramètres climatiques de la commune estimés pour 2050 selon différents scénarios d'émission de gaz à effet de serre sont consultables sur un site dédié publié par Météo-France en novembre 2022.

### Milieux naturels et biodiversité

#### Zones naturelles d'intérêt écologique, faunistique et floristique
L'inventaire des zones naturelles d'intérêt écologique, faunistique et floristique (ZNIEFF) a pour objectif de réaliser une couverture des zones les plus intéressantes sur le plan écologique, essentiellement dans la perspective d'améliorer la connaissance du patrimoine naturel national et de fournir aux différents décideurs un outil d'aide à la prise en compte de l'environnement dans l'aménagement du territoire. Le territoire communal duPlessis-Dorin comprend une ZNIEFF : 
la « Vallée du Couëtron » (850,64 ha).

## Urbanisme

### Typologie
Au 1er janvier 2024, Le Plessis-Dorin est catégorisée commune rurale à habitat très dispersé, selon la nouvelle grille communale de densité à sept niveaux définie par l'Insee en 2022.
Elle est située hors unité urbaine et hors attraction des villes,.

### Occupation des sols
L'occupation des sols est marquée par l'importance des espaces agricoles et naturels (96,8 %). La répartition détaillée ressortant de la base de données européenne d'occupation biophysique des sols Corine Land Cover millésimée 2012 est la suivante : 
terres arables (11,6 %), 
cultures permanentes (0,6 %), 
zones agricoles hétérogènes (15,4 %), 
prairies (3,5 %), 
forêts (65,2 %), 
milieux à végétation arbustive ou herbacée (0,7 %), 
zones urbanisées (1 %), 
espaces verts artificialisés non agricoles (0,5 %), 
zones industrielles et commerciales et réseaux de communication (1,7 %), 
eaux continentales (0,5 %).

### Planification
La loi SRU du 13 décembre 2000 a incité fortement les communes à se regrouper au sein d'un établissement public, pour déterminer les partis d'aménagement de l'espace au sein d'un SCoT, un document essentiel d'orientation stratégique des politiques publiques à une grande échelle. La commune est dans le territoire du  SCOT des Territoires du Grand Vendômois, approuvé en 2006 et dont la révision a été prescrite en 2017, pour tenir compte de l'élargissement de périmètre,.
En matière de planification, la commune, en 2017, avait engagé l'élaboration d'un plan local d'urbanisme. Par ailleurs, à la suite de la loi ALUR (loi pour l'accès au logement et un urbanisme rénové) de mars 2014, un plan local d'urbanisme intercommunal couvrant le territoire de la Communauté de communes des Collines du Perche a été prescrit le 14 décembre 2015.

### Habitat et logement
Le tableau ci-dessous présente la typologie des logements au Plessis-Dorin en 2016 en comparaison avec celle du Loir-et-Cher et de la France entière. Une caractéristique marquante du parc de logements est ainsi une proportion de résidences secondaires et logements occasionnels (42 %) supérieure à celle du département (18 %) et à celle de la France entière (9,6 %). Concernant le statut d'occupation de ces logements, 84,0 % des habitants de la commune sont propriétaires de leur logement (74,7 % en 2011), contre 68,1 % pour le Loir-et-Cher et 57,6 % pour la France entière.
|                                                         | Le Plessis-Dorin | Loir-et-Cher | France entière |
| ------------------------------------------------------- | ---------------- | ------------ | -------------- |
| Résidences principales (en %)                           | 49,3             | 74,5         | 82,3           |
| Résidences secondaires et logements occasionnels (en %) | 42,0             | 18           | 9,6            |
| Logements vacants (en %)                                | 8,7              | 7,5          | 8,1            |

### Risques majeurs
Le territoire communal duPlessis-Dorin est vulnérable à différents aléas naturels : ), climatiques (hiver exceptionnel ou canicule), mouvements de terrains ou sismique (sismicité très faible).
Il est également exposé à un risque technologique :  le transport de matières dangereuses,.

#### Risques naturels
Les mouvements de terrains susceptibles de se produire sur la commune sont liés au retrait-gonflement des argiles. Le phénomène de retrait-gonflement des argiles est la conséquence d'un changement d'humidité des sols argileux. Les argiles sont capables de fixer l'eau disponible mais aussi de la perdre en se rétractant en cas de sécheresse. Ce phénomène peut provoquer des dégâts très importants sur les constructions (fissures, déformations des ouvertures) pouvant rendre inhabitables certains locaux. La carte de zonage de cet aléa peut être consultée sur le site de l'observatoire national des risques naturels Georisques.

#### Risques technologiques
Le risque de transport de marchandises dangereuses sur la commune est lié à sa traversée par une canalisation de transport de gaz. Un accident se produisant sur une telle infrastructure est en effet susceptible d'avoir des effets graves au bâti ou aux personnes jusqu'à 350 m, selon la nature du matériau transporté. Des dispositions d'urbanisme peuvent être préconisées en conséquence.

## Histoire

### Préhistoire
- En 1929, des silex taillés et une hache polie sont découverts ; ils sont déposés au musée de Vendôme[36].

### Antiquité
Dans les îles, les traces d'une motte gauloise attestent de l'occupation des lieux dès la plus haute antiquité.
La voie romaine qui traversait le village permettait de joindre Le Mans et Châteaudun.

### Temps modernes
François Ier se fournissait en carpes des étangs de Boisvinet, pour sa table.
La verrerie du Plessis-Dorin ferme en 1952,.

## Politique et administration

### Découpage territorial
La commune duPlessis-Dorin est membre de la Communauté de communes des Collines du Perche, un établissement public de coopération intercommunale (EPCI) à fiscalité propre créé le 1er janvier 1994.
Elle est rattachée sur le plan administratif à l'arrondissement de Vendôme, au département de Loir-et-Cher et à la région Centre-Val de Loire, en tant que circonscriptions administratives. Sur le plan électoral, elle est rattachée au canton du Perche depuis 2015 pour l'élection des conseillers départementaux et à la troisième circonscription de Loir-et-Cher pour les élections législatives.

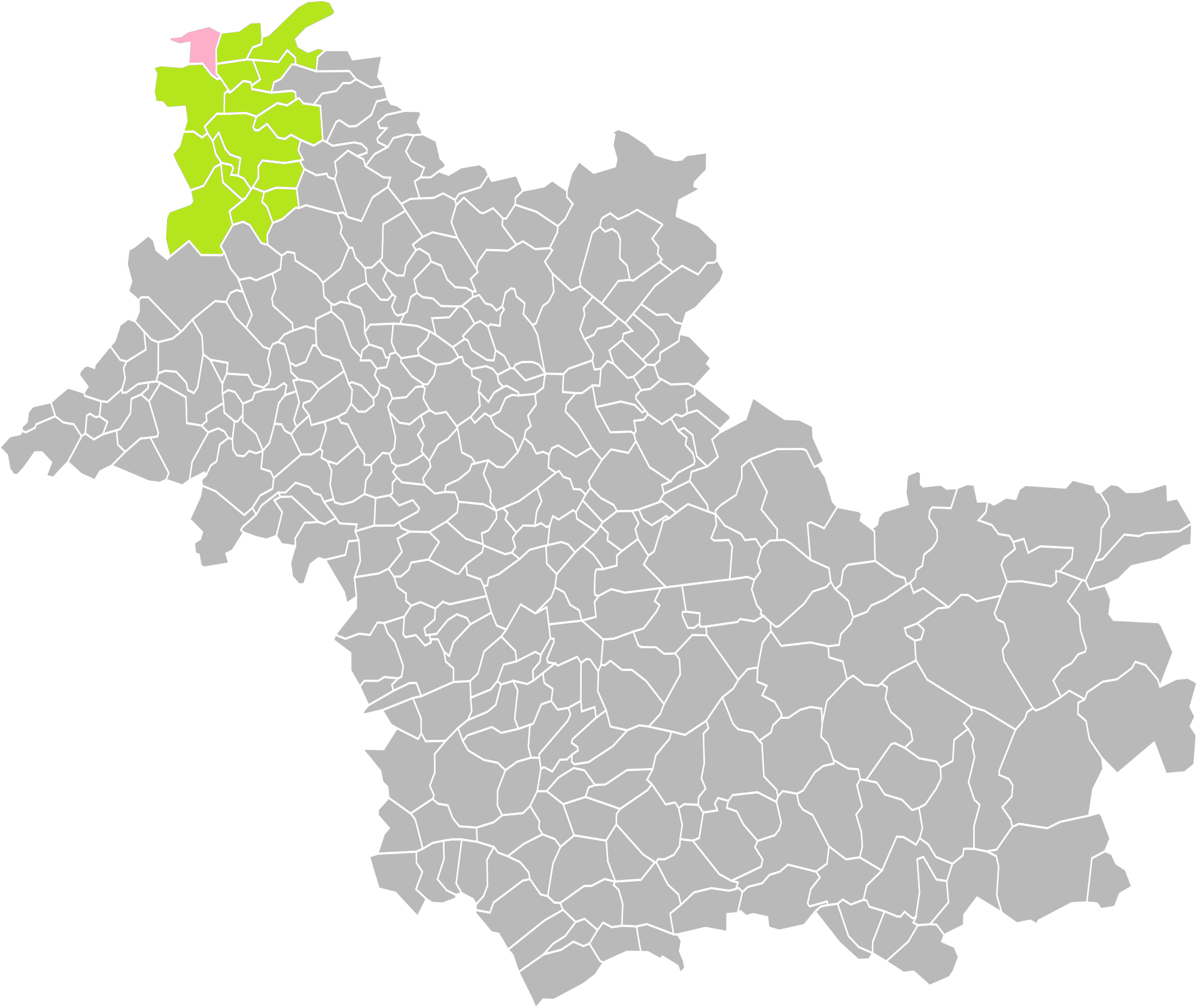
Le Plessis-Dorin dans l'intercommunalité en 2016.
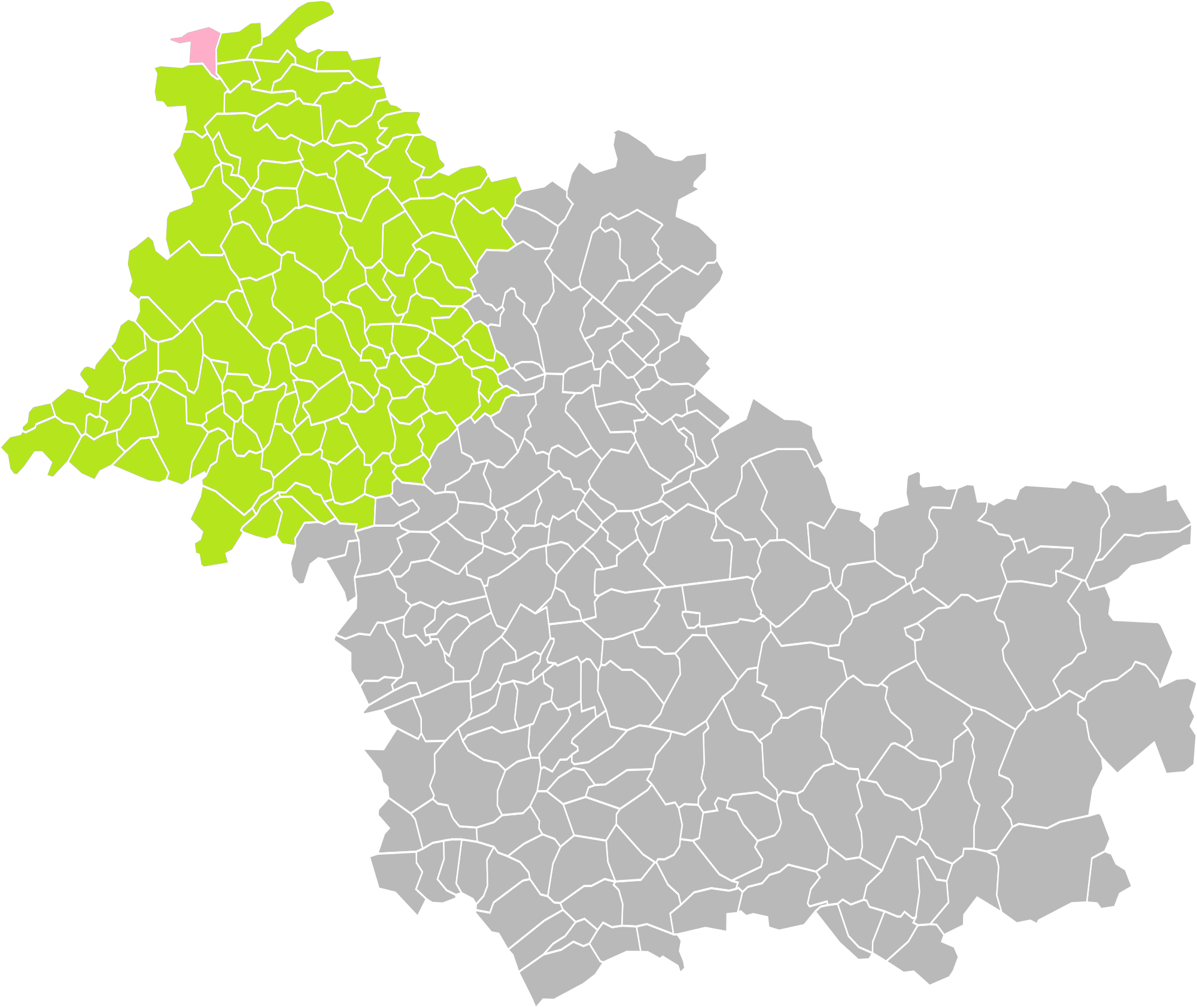
Le Plessis-Dorin dans l'arrondissement de Vendôme en 2016.
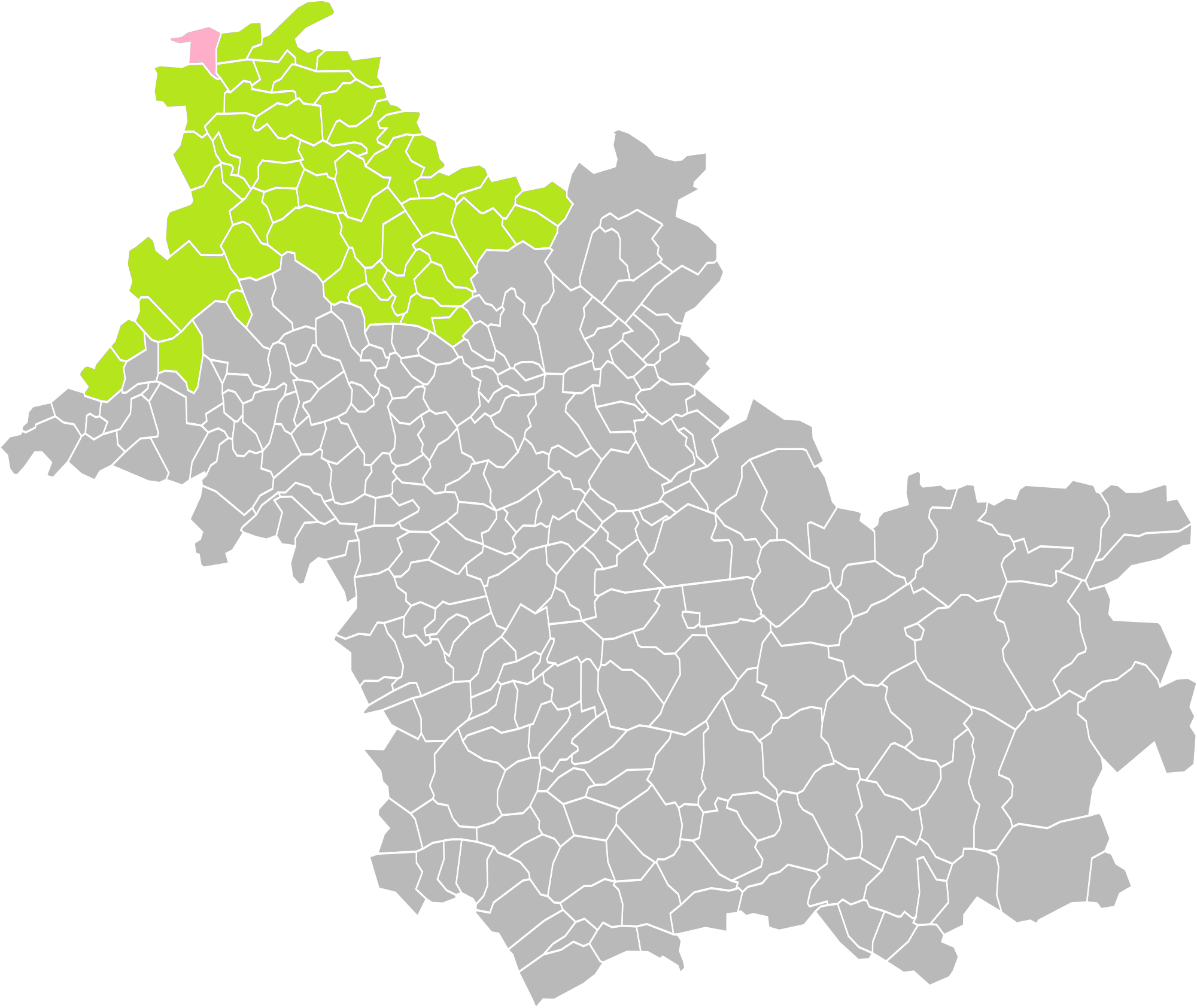
Le Plessis-Dorin dans le canton du Perche en 2016.

### Politique et administration municipale

#### Conseil municipal et maire
Le conseil municipal du Plessis-Dorin, commune de moins de 1 000 habitants, est élu au scrutin majoritaire plurinominal avec listes ouvertes et panachage. Compte tenu de la population communale, le nombre de sièges au conseil municipal est de 11. Le maire, à la fois agent de l'État et exécutif de la commune en tant que collectivité territoriale, est élu par le conseil municipal au scrutin secret lors de la première réunion du conseil suivant les élections municipales, pour un mandat de six ans, c'est-à-dire pour la durée du mandat du conseil.
| Période                                  | Période   | Identité       | Étiquette | Qualité                       |
| ---------------------------------------- | --------- | -------------- | --------- | ----------------------------- |
| Les données manquantes sont à compléter. |           |                |           |                               |
| 1971                                     | mars 2014 | Roger Desœuvre | DVD       |                               |
| juin 2018                                | En cours  | Carol Gernot,  |           | Ancien agriculteur exploitant |

## Population et société

### Démographie

#### Évolution démographique

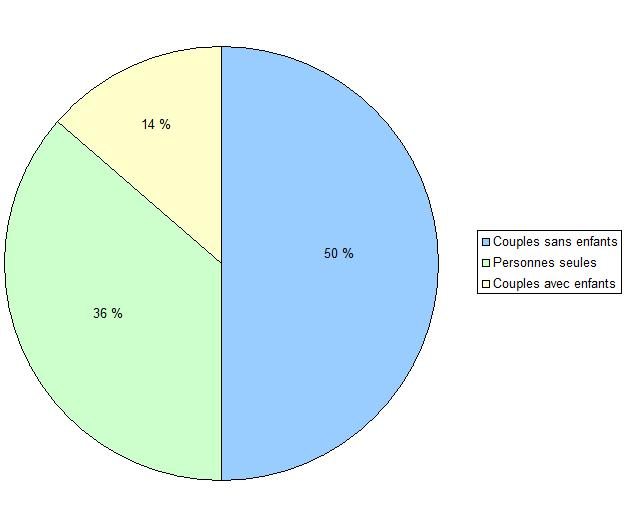
Composition des foyers, en 2007.

L'évolution du nombre d'habitants est connue à travers les recensements de la population effectués dans la commune depuis 1793. Pour les communes de moins de 10 000 habitants, une enquête de recensement portant sur toute la population est réalisée tous les cinq ans, les populations de référence des années intermédiaires étant quant à elles estimées par interpolation ou extrapolation. Pour la commune, le premier recensement exhaustif entrant dans le cadre du nouveau dispositif a été réalisé en 2008.

En 2022, la commune comptait 149 habitants, en évolution de −12,35 % par rapport à 2016 (Loir-et-Cher : −1,15 %, France hors Mayotte : +2,11 %).
| 1793 | 1800 | 1806 | 1821 | 1831 | 1836 | 1841 | 1846 | 1851 |
| ---- | ---- | ---- | ---- | ---- | ---- | ---- | ---- | ---- |
| 659  | 808  | 764  | 836  | 895  | 880  | 842  | 832  | 801  |

| 1856 | 1861 | 1866 | 1872 | 1876 | 1881 | 1886 | 1891 | 1896 |
| ---- | ---- | ---- | ---- | ---- | ---- | ---- | ---- | ---- |
| 771  | 806  | 838  | 802  | 816  | 781  | 815  | 827  | 817  |

| 1901 | 1906 | 1911 | 1921 | 1926 | 1931 | 1936 | 1946 | 1954 |
| ---- | ---- | ---- | ---- | ---- | ---- | ---- | ---- | ---- |
| 694  | 756  | 785  | 703  | 737  | 718  | 655  | 596  | 529  |

| 1962 | 1968 | 1975 | 1982 | 1990 | 1999 | 2006 | 2008 | 2013 |
| ---- | ---- | ---- | ---- | ---- | ---- | ---- | ---- | ---- |
| 465  | 361  | 298  | 292  | 218  | 202  | 190  | 187  | 177  |

| 2018 | 2022 | - | - | - | - | - | - | - |
| ---- | ---- | - | - | - | - | - | - | - |
| 165  | 149  | - | - | - | - | - | - | - |

#### Pyramide des âges
La population de la commune est relativement âgée.
En 2018, le taux de personnes d'un âge inférieur à 30 ans s'élève à 15,2 %, soit en dessous de la moyenne départementale (31,3 %). À l'inverse, le taux de personnes d'âge supérieur à 60 ans est de 63,0 % la même année, alors qu'il est de 31,6 % au niveau départemental.
En 2018, la commune comptait 88 hommes pour 77 femmes, soit un taux de 53,33 % d'hommes, largement supérieur au taux départemental (48,55 %).
Les pyramides des âges de la commune et du département s'établissent comme suit.
| Hommes | Classe d’âge | Femmes |
| ------ | ------------ | ------ |
| 2,3    | 90 ou +      | 1,3    |
| 19,3   | 75-89 ans    | 24,7   |
| 37,5   | 60-74 ans    | 41,6   |
| 20,5   | 45-59 ans    | 15,6   |
| 4,5    | 30-44 ans    | 2,6    |
| 8,0    | 15-29 ans    | 9,1    |
| 8,0    | 0-14 ans     | 5,2    |

| Hommes | Classe d’âge | Femmes |
| ------ | ------------ | ------ |
| 1,1    | 90 ou +      | 2,6    |
| 9,2    | 75-89 ans    | 11,9   |
| 19,7   | 60-74 ans    | 20,4   |
| 20,7   | 45-59 ans    | 20     |
| 16,5   | 30-44 ans    | 16,2   |
| 15,2   | 15-29 ans    | 13,2   |
| 17,6   | 0-14 ans     | 15,7   |

### Logement
En 2007, la commune compte 196 logements (187 en 1999), dont 97 résidences principales, 71 résidences secondaires et  28 inoccupées. Il y a 192 maisons individuelles et trois appartements. Sur les 97 résidences principales, 82 sont occupées par leurs propriétaires, treize sont en location et deux occupées à titre gratuit.
| Nombre de pièces | Nombre d'habitations |
| 1                | 1                    |
| 2                | 11                   |
| 3                | 26                   |
| 4                | 21                   |
| 5 et plus        | 37                   |

Soixante-douze habitations (37 %) disposent d'au moins une place de stationnement. En 2001, le prix de l'immobilier s'établit à 1 800 €/m2 pour une maison individuelle.

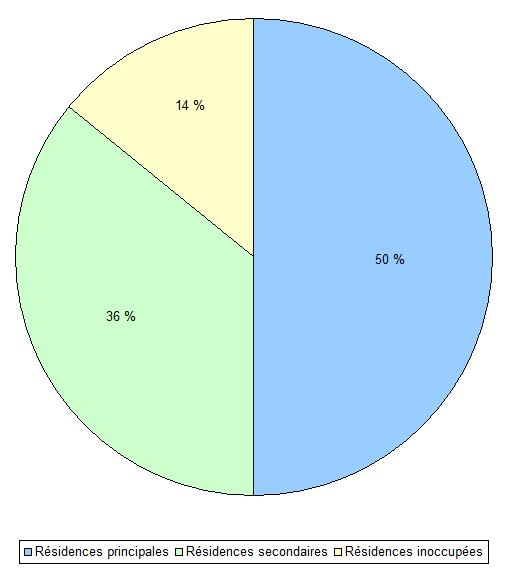
Logement, en 2007.
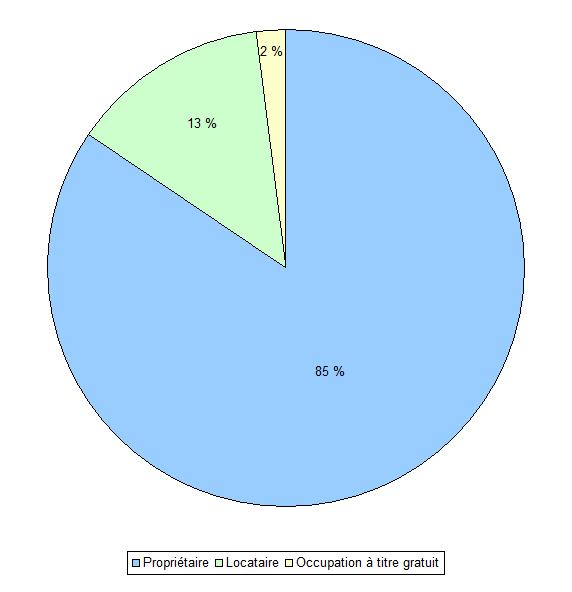
Occupation des habitations principales.
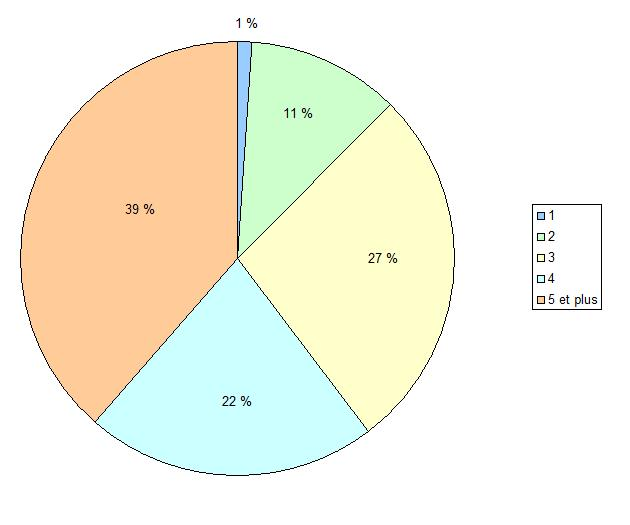
Nombre de pièces des logements, en 2007

### Tourisme
Le Plessis-Dorin possède un gîte pouvant accueillir trente personnes, le domaine de Boisvinet. Depuis juillet 2014, cet espace comporte une installation touristique et sportive supplémentaire : le centre équestre du Pic, une structure pour des balades en famille ou entre amis.

### Manifestations
- Fête patronale (saint Jean-Baptiste) : premier dimanche qui précède le 24 juin.
- Fête du Cidre (et randonnée pédestre Vendôme-Le Plessis-Dorin) : premier dimanche de novembre.

## Économie

### Secteurs d'activité
Le tableau ci-dessous détaille le nombre d'entreprises implantées au Plessis-Dorin selon leur secteur d'activité et le nombre de leurs salariés :
|                                                              | total | % com (% dep) | 0 salarié | 1 à 9 salarié(s) | 10 à 19 salariés | 20 à 49 salariés | 50 salariés ou plus |
| ------------------------------------------------------------ | ----- | ------------- | --------- | ---------------- | ---------------- | ---------------- | ------------------- |
| Ensemble                                                     | 24    | 100,0 (100)   | 19        | 5                | 0                | 0                | 0                   |
| Agriculture, sylviculture et pêche                           | 7     | 29,2 (11,8)   | 4         | 3                | 0                | 0                | 0                   |
| Industrie                                                    | 2     | 8,3 (6,5)     | 2         | 0                | 0                | 0                | 0                   |
| Construction                                                 | 2     | 8,3 (10,3)    | 1         | 1                | 0                | 0                | 0                   |
| Commerce, transports, services divers                        | 12    | 50,0 (57,9)   | 12        | 0                | 0                | 0                | 0                   |
| dont commerce et réparation automobile                       | 2     | 8,3 (17,5)    | 2         | 0                | 0                | 0                | 0                   |
| Administration publique, enseignement, santé, action sociale | 1     | 4,2 (13,5)    | 0         | 1                | 0                | 0                | 0                   |
| Champ : ensemble des activités.                              |       |               |           |                  |                  |                  |                     |

Le secteur du commerce, transports et services divers est prépondérant sur la commune (12 entreprises sur 24) néanmoins le secteur agricole reste important puisqu'en proportions (29,2 %), il est plus important qu'au niveau départemental (11,8 %).
Sur les 24 entreprises implantées au Plessis-Dorin en 2016, 19 ne font appel à aucun salarié et 5 comptent 1 à 9 salariés.
Au 1er juillet 2017, la commune est classée en zone de revitalisation rurale (ZRR), un dispositif visant à aider le développement des territoires ruraux principalement à travers des mesures fiscales et sociales. Des mesures spécifiques en faveur du développement économique s'y appliquent également.

### Emploi
En 2007, la population en âge de travailler (âgée de 15 à 64 ans) s'élève, au Plessis-Dorin, à 111 personnes (58,7 % de la population), dont 73 actives (66 %, contre 64 % en 1999) et 38 inactives (34 %). Parmi les personnes actives, 64 (88 %) ont un emploi (37 hommes et 27 femmes) et 9 (12 %) sont au chômage (5 hommes et 4 femmes). Sur les 38 inactifs, 21 sont à la retraite, deux sont étudiants et les quinze autres sont classés comme « autres inactifs ».

### Activités économiques
Une verrerie a fonctionné pendant plusieurs siècles, du Moyen Âge jusqu'au début des années 1950, dans la clairière dite de la Verrerie, alimentée par les réserves de bois fournies par la forêt de Montmirail. Une forte proportion de la population locale a servi de main-d'œuvre, soit dans la fabrique même, soit pour le bûcheronnage.
| Secteur d'activité                        | Nombre d'entreprises |
| Alimentation                              | 1                    |
| Fabrication d'autres produits industriels | 1                    |
| Construction                              | 2                    |
| Commerce et réparation d'automobiles      | 1                    |
| Hôtellerie et restauration                | 2                    |
| Finances                                  | 1                    |
| Services                                  | 1                    |

En 2009, quatre entreprises de service aux particuliers sont en activité : une agence bancaire, une menuiserie, un restaurant et un plombier. En 2000, Le Plessis-Dorin compte treize exploitations agricoles, occupant un total de 730 hectares (51 % de la superficie communale).

### Revenus
En 2009, Le Plessis-Dorin compte 91 foyers fiscaux, regroupant 173,5 personnes. Le revenu fiscal moyen par personne est 18 759 €.

### Agriculture
En 2010, l'orientation technico-économique de l'agriculture sur la commune est la culture de granivores mixtes. Le département a perdu près d'un quart de ses exploitations en dix ans, entre 2000 et 2010 (c'est le département de la région Centre-Val de Loire qui en compte le moins). Cette tendance se retrouve également au niveau de la commune où le nombre d'exploitations est passé de 22 en 1988 à 13 en 2000 puis à 11 en 2010. Parallèlement, la taille de ces exploitations augmente, passant de 36 ha en 1988 à 74 ha en 2010.
Le tableau ci-dessous présente les principales caractéristiques des exploitations agricoles duPlessis-Dorin, observées sur une période de 22 ans : 
|                                      | 1988                 | 2000                 | 2010                 |
| Dimension économique                 | Dimension économique | Dimension économique | Dimension économique |
| ------------------------------------ | -------------------- | -------------------- | -------------------- |
| Nombre d'exploitations (u)           | 22                   | 13                   | 11                   |
| Travail (UTA)                        | 34                   | 23                   | 17                   |
| Surface agricole utilisée (ha)       | 787                  | 756                  | 809                  |
| Cultures                             |                      |                      |                      |
| Terres labourables (ha)              | 544                  | 640                  | 668                  |
| Céréales (ha)                        | 304                  | 332                  | 391                  |
| dont blé tendre (ha)                 | 183                  | 262                  | 302                  |
| dont maïs-grain et maïs-semence (ha) | 65                   | 29                   | s                    |
| Tournesol (ha)                       | 18                   | s                    | s                    |
| Colza et navette (ha)                | 41                   | 92                   | 124                  |
| Élevage                              |                      |                      |                      |
| Cheptel (UGBTA)                      | 941                  | 990                  | 1244                 |

## Culture locale et patrimoine

### Lieux et monuments
- Église paroissiale Saint-Jean-Baptiste (XIIe et XVIe siècles, bâtie en « grès roussard », fréquent dans toute cette région), édifice non protégé en tant que « monument historique ». Collection d'objets mobiliers (à vocation immeuble) :
  - Fonts baptismaux en pierre, supposés du XVIe siècle.
Classement au titre des monuments historiques le 17 mars 1971.
  - Ensemble des maître-autel, tabernacle et retable, table de communion, deux sièges d'officiant, chaire à prêcher, banc-d'œuvre et meuble buffet encastré, bancs de la nef, tribune, boiseries des fonts baptismaux, lambris, datés des XVIIe et XVIIIe siècles.
Classement au titre des monuments historiques le 17 mars 1971.
  - Statue de sainte Apolline avec les tenailles qui ont servi à lui arracher les dents[66].

L'église
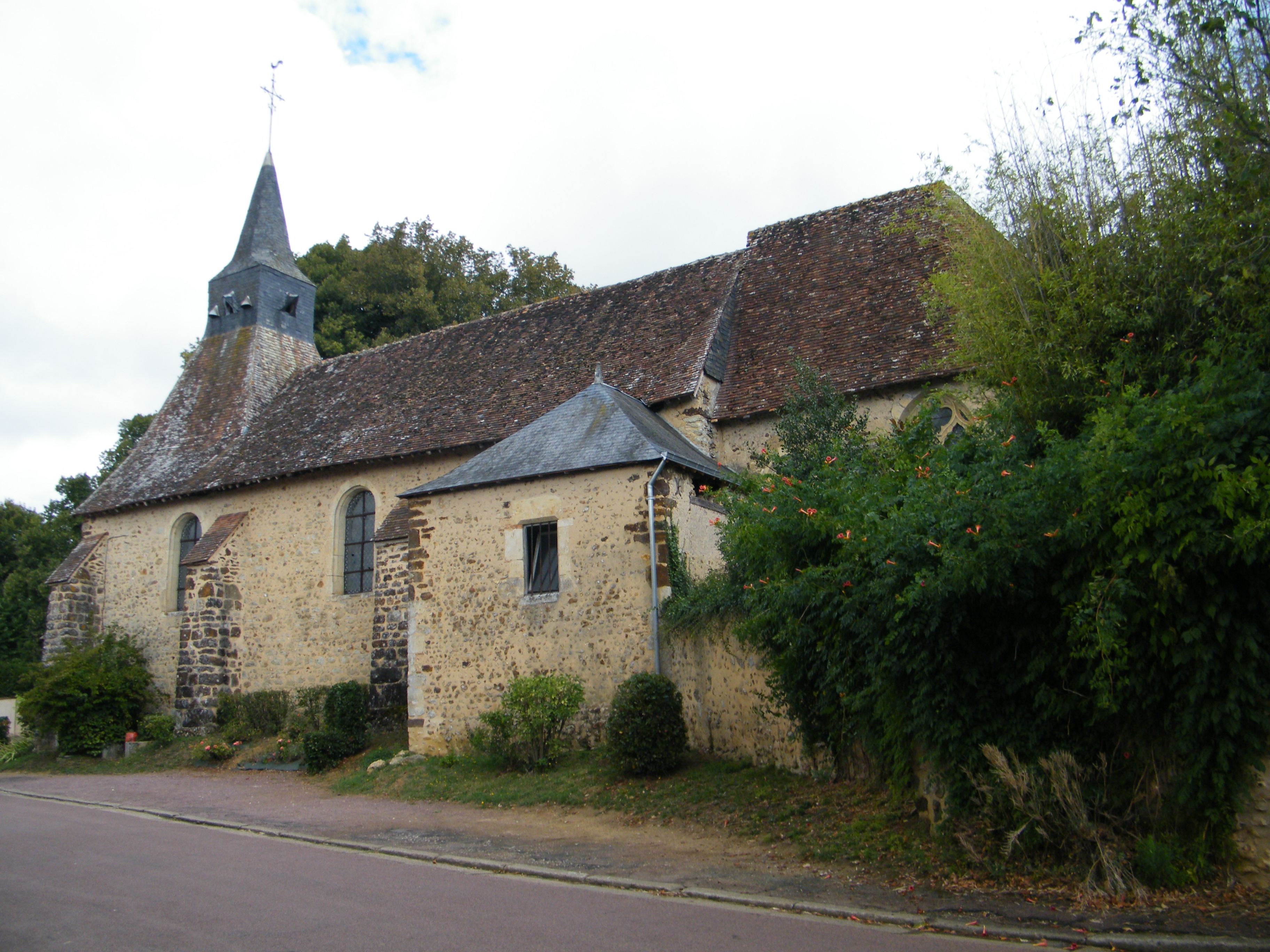
L'église.
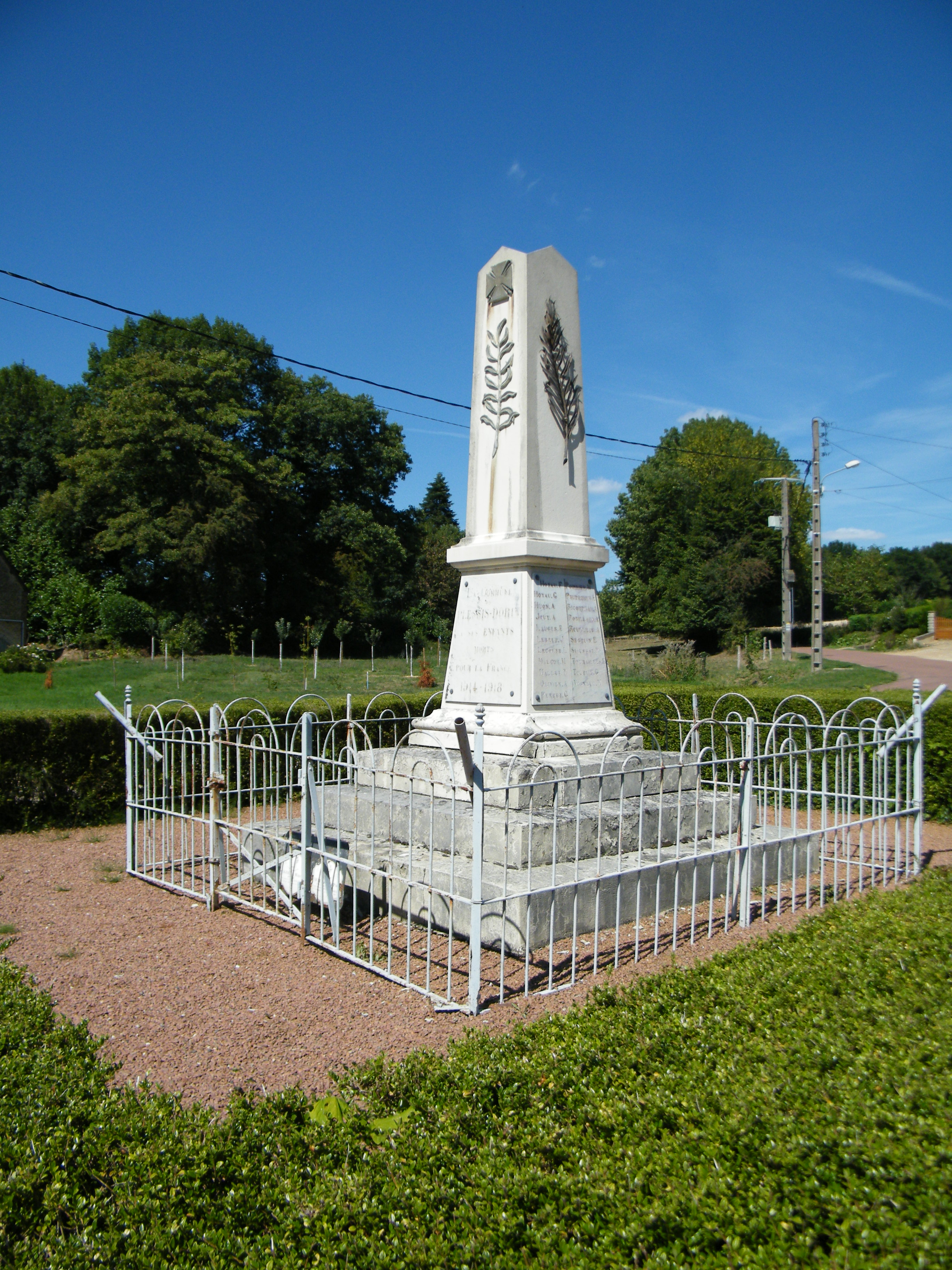
Monument aux morts.
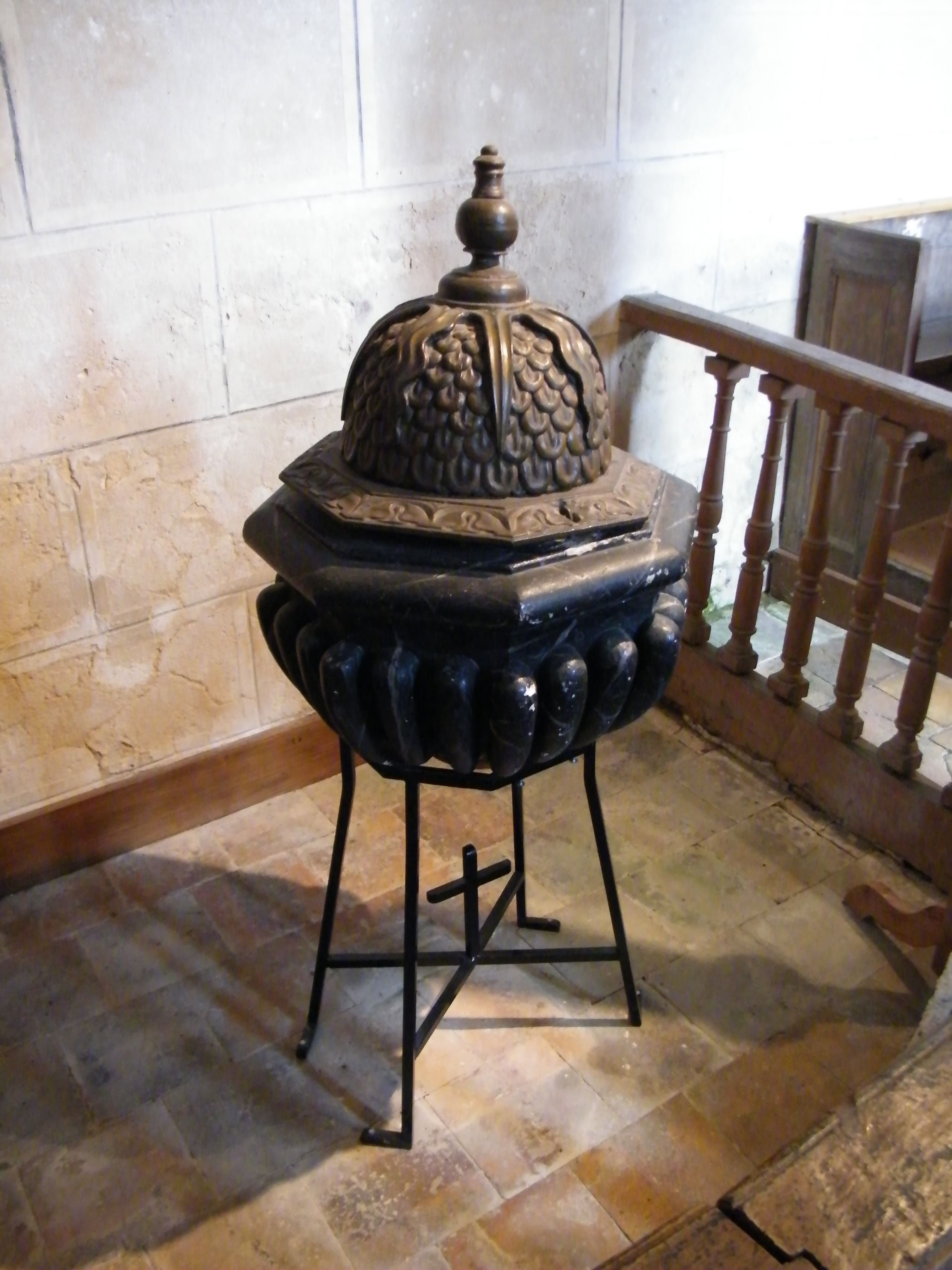
Fonts baptismaux.
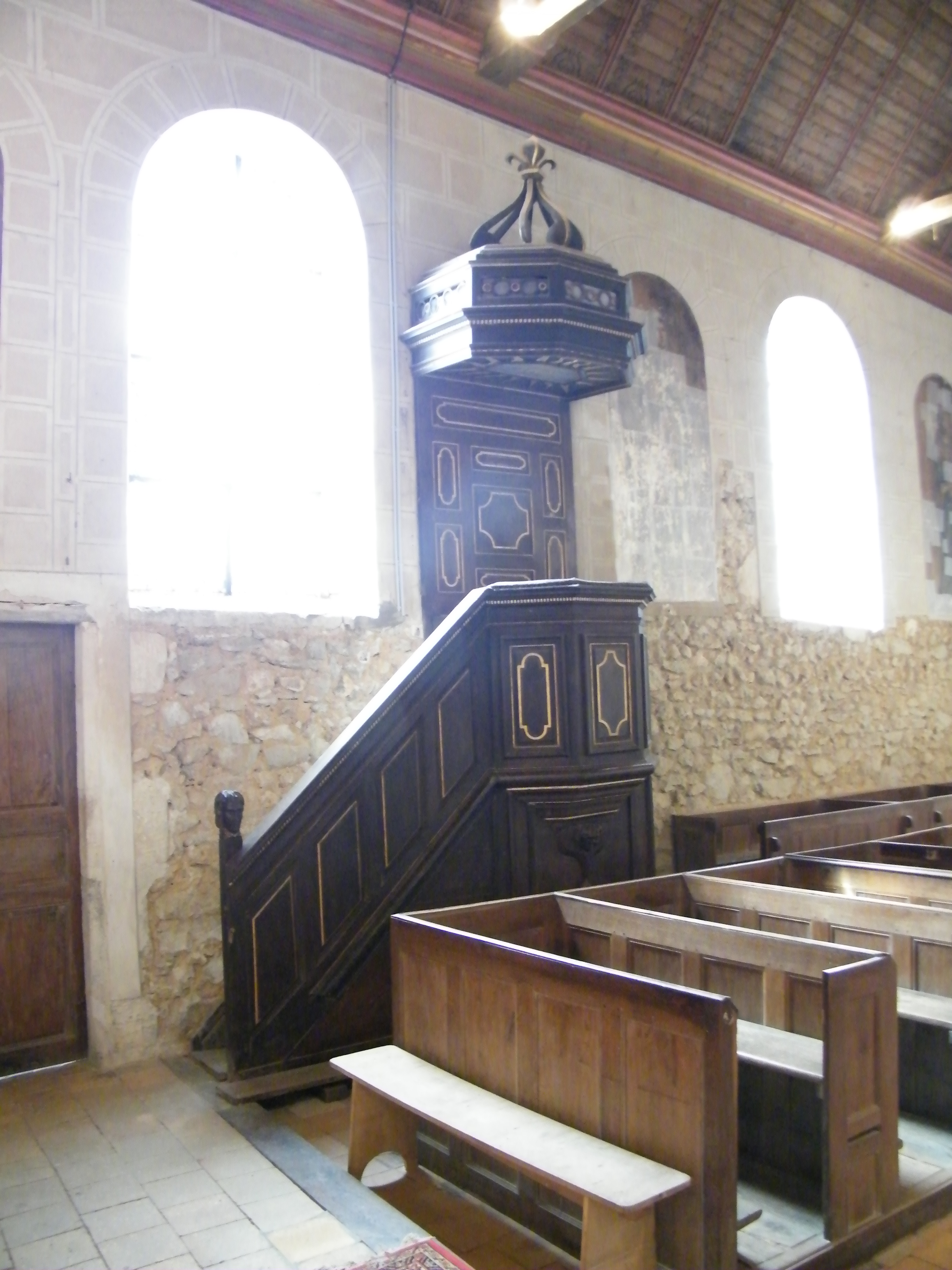
Chaire à prêcher.
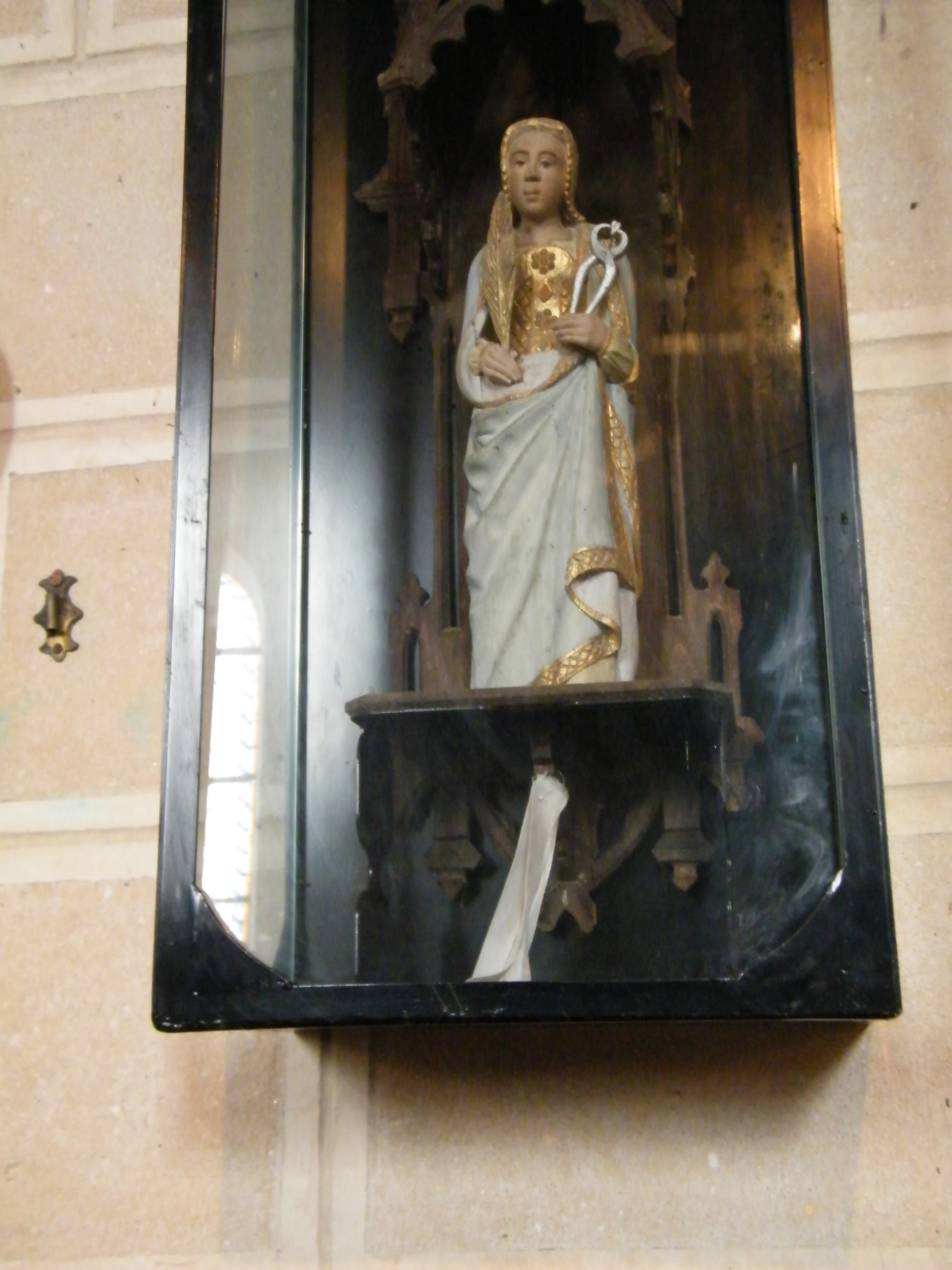
Sainte Apolline.

### Héraldique
|  | Les armoiries du Plessis-Dorin se blasonnent ainsi : D'azur aux trois canettes d'or accompagnées en abîme d'un besant du même ; au chef d'argent chargé de trois quintefeuilles de gueules. |

### Personnalités liées à la commune
- Louis-Denis Chalain, personnalité de la Commune de Paris.